# تئاتر مالی
تئاتر مالی (به روسی: Малый театр) (به معنای کوچک، احتمالاً در مقایسه با تالار بولشوی)، نام سالن تئاتری است که ابتدا در سال ۱۸۰۶ در خانه پاشکوف و سپس در سال ۱۸۲۴ در ساختمان جدید آن در
میدان تئاتر واقع در منطقه تورسکوی مسکو بنیان گذاشته‌شد.
از قدیمی‌ترین سالن‌های تئاتر روسیه است. اکثر نمایشنامه‌های آلکساندر آستروفسکی برای نخستین‌بار در تئاتر مالی به روی صحنه رفتند. همچنین نخستین اجرای اُپرای یُوْگِنی آنِگِین در ۲۹ مارس ۱۸۷۹ در تئاتر مالی به رهبری نیکلا روبینشتاین انجام گرفت.